# Albizia pistaciifolia
Albizia pistaciifolia là một loài thực vật có hoa trong họ Đậu. Loài này được (Willd.) Barneby & J.W.Grimes miêu tả khoa học đầu tiên.